# یاسر عبدالله
یاسر عبدالله (انگلیسی: Yasser Abdullah؛ زادهٔ ۱۰ مهٔ ۱۹۸۸) یک بازیکن فوتبال است.